# Jon Meacham
Jonathan Ellis "Jon" Meacham (født 20. maj 1969) er en amerikansk forfatter og tv-vært.
Meacham blev født i Chattanooga, Tennessee, USA.
Han er tidligere ansvarshavende redaktør på bladet Newsweek.
Meacham vandt Pulitzerprisen i 2009 for sin bog, American Lion, der beskriver præsident Andrew Jacksons tid i Det Hvide Hus.